# Distretto di Guang'an
Il distretto di Guang'an (广安区S, Guǎng'ān QūP) è un distretto della Cina, situato nella provincia di Sichuan e amministrato dalla prefettura di Guang'an.